# جيريت كول
جيريت كول (بالإنجليزية: Gerrit Cole)‏ هو لاعب كرة قاعدة أمريكي، ولد في 8 سبتمبر 1990 في شاطئ نيوبورت في الولايات المتحدة.

## وصلات خارجية
- جيريت كول على موقع دوري كرة القاعدة الرئيسي (الإنجليزية)
- جيريت كول على موقعبيزبول رفرنس.كوم (الدوري الرئيسي) (الإنجليزية)
- جيريت كول على موقعبيزبول رفرنس.كوم (الدوري الثانوي) (الإنجليزية)
- جيريت كول على موقع إي إس بي إن.كوم (أم.أل.بي) (الإنجليزية)
- جيريت كول على موقع مشجعي الرسوم البيانية (الإنجليزية)